# John Monash

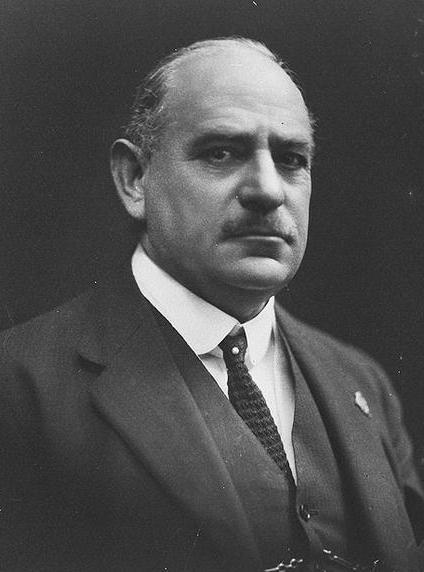
Sir John Monash

Sir John Monash GCMG, KCB, VD (* 27. Juni 1865 in Melbourne; † 8. Oktober 1931 ebenda) war ein australischer Ingenieur und Offizier, zuletzt General.

## Leben
Monash wurde als Sohn einer deutsch-polnischen Immigrantenfamilie jüdischen Glaubens geboren. Johns Großvater Baer-Loebel Monasch (1801–1879) war ein gelehrter Verleger und Drucker. Sein Onkel Heinrich Graetz war ein bedeutender Historiker des jüdischen Glaubens. Sein Vater Louis (1831–1894) wanderte 1854 nach Melbourne aus, gedieh als Kaufmann, wurde 1856 eingebürgert und war Sekretär des Deutschen Vereins. Louis kehrte 1863 nach Europa zurück, heiratete Bertha (geb. Manasse aus Dramburg) in Stettin und kehrte mit ihr im folgenden Jahr nach Melbourne zurück.
John wuchs unter ärmlichen Verhältnissen im Outback auf, wurde am Scotch College ausgebildet und studierte anschließend Ingenieurwesen und Rechtswissenschaften an der Universität Melbourne. Er behielt eine lebenslange Zuneigung zum Scotch College. Er immatrikulierte dort mit 14 Jahren und war in der 6. Klasse (1880) zweitbester in Mathematik und Logistik, nach James W. McCay, seinem lebenslangen Freund und militärischen Konkurrenten.
Nebenbei machte er bald auch bei der Armee Karriere: er wurde 1887 als Leutnant in die Artillerie aufgenommen und 1895 zum Hauptmann befördert.
Er studierte an der Universität Melbourne, von wo er 1893 als Master of Engineering and of Arts sowie 1895 als Bachelor of Laws abschloss. Monash wurde dann im zivilen Leben ein erfolgreicher Bauingenieur, der seine Talente für den Bau von Straßen, Brücken und Eisenbahnen einsetzte. Nach langer Zeit ohne Beförderung wurde er im März 1908 unter Colonel James W. McCay zum Major befördert. Monashs Interesse an Militärtheorie trat dann besonders 1912 hervor, als er für einen Studien-Wettbewerb seinen Aufsatz Lessons of the Wilderness Campaign, 1864 die Goldmedaille gewann, aus dem die australische Armee taktische, administrative und organisatorische Lehren für die Verteidigung Australiens ableiten konnte.
1912 erhielt er das Kommando über die 13th Brigade und zum 1. Juli 1913 wurde er zum Oberst befördert.
Bis zum Ausbruch des Ersten Weltkriegs erreichte er den Rang eines Obersts und wurde Kommandeur der 4th Brigade der Australian Imperial Force (AIF) in Ägypten. Mit dieser nahm er von Anfang bis zur Evakuierung der alliierten Kräfte an der Schlacht von Gallipoli teil. Am 13. Juli 1916 wurde er zum Generalmajor befördert und erhielt den Befehl über die an der Westfront stehende 3rd Division der AIF. Mit dieser wurde er ab November 1916 als Teil des II Anzac Corps (General Alexander J. Godley) im Raum Armentières eingesetzt. Im Sommer und Herbst 1917 nahm er an der Schlacht von Messines und der Dritten Flandernschlacht teil.
Am 31. Mai 1918 wurde Monash zum Generalleutnant befördert und erhielt den Befehl über das mittlerweile formierte Australische Korps. Dieses führte er am 4. Juli 1918 erfolgreich in der Schlacht von Hamel, wo er die Kriegsführung entscheidend weiterentwickelte, indem er Infanterie, MG, Artillerie, Luftwaffe und Panzer koordiniert einsetzte. Ziel war es, die weit vorgerückten Deutschen vom wichtigen Eisenbahnknotenpunkt Amiens zurückzutreiben. Es gab kein vorbereitendes Artilleriebombardment, stattdessen feuerten die australischen Geschütze auf vorher per Luftfotografie und "Schallortung" identifizierte deutsche Artilleriestellungen und Bunker. Um das Motorengeräusch der anrückenden Panzer zu übertönen, flogen Flugzeuge tief über die Front. Gegen 3 Uhr nachts begann der Angriff mit einer Feuerwalze, bei der auch Rauchgranaten eingesetzt wurden. In deren Schutz rollten die Panzer vor und schlugen Breschen in den gegnerischen Stacheldraht, dicht gefolgt von der Infanterie. Stark befestigte Punkte wurden von den Panzern unter Feuer genommen, die mittels Gewehrgranaten von den Infanteristen dirigiert wurden. Flugzeuge kreisten über dem Schlachtfeld, um feindliche Panzerabwehrstellungen auszuschalten und hinter der Front wartete eine zweite Welle Panzer, von denen einige Nachschub nach vorne bringen sollten, um die Offensive am Laufen zu halten. Der Angriff war ein überwältigender Erfolg: Binnen weniger Stunden konnten die Australier alle ihre Ziele erreichen und tausende Gefangene nehmen, während sie selbst nur minimale Verluste erlitten. Die Schlacht gilt deshalb als die erste "moderne Schlacht" (-> s. Gefecht der verbundenen Waffen), ist aber u. a. wohl aufgrund ihrer geringen Verluste weitgehend in Vergessenheit geraten.
Monashs Taktiken waren Vorbild für die spätere britische Doktrin und sorgten dafür, dass der australische Premierminister ihn trotz vorherigen Drucks nicht seines Kommandos enthob.
Später diente Monash in der Hunderttageoffensive.
Nach dem Krieg leitete Monash die Rückführung der australischen Truppen. 1920 wurde er General Manager der State Electricity Commission of Victoria. Daneben war er ab 1923 Vizekanzler der Universität Melbourne. 1929 wurden er und Harry Chauvel, der Befehlshaber des Desert Mounted Corps im Ersten Weltkrieg, als erste Australier in den Rang eines Generals befördert. Einen höheren Rang hatte bis dahin nur der gebürtige Brite William Birdwood, 1. Baron Birdwood gehabt, der 1925 ehrenhalber zum Feldmarschall der Australian Army ernannt worden war.
Monash starb 1931 im Alter von 66 Jahren an einer Herzkrankheit. An seinem Staatsbegräbnis in Melbourne nahmen geschätzt 250.000 Menschen teil.

## Ehrungen

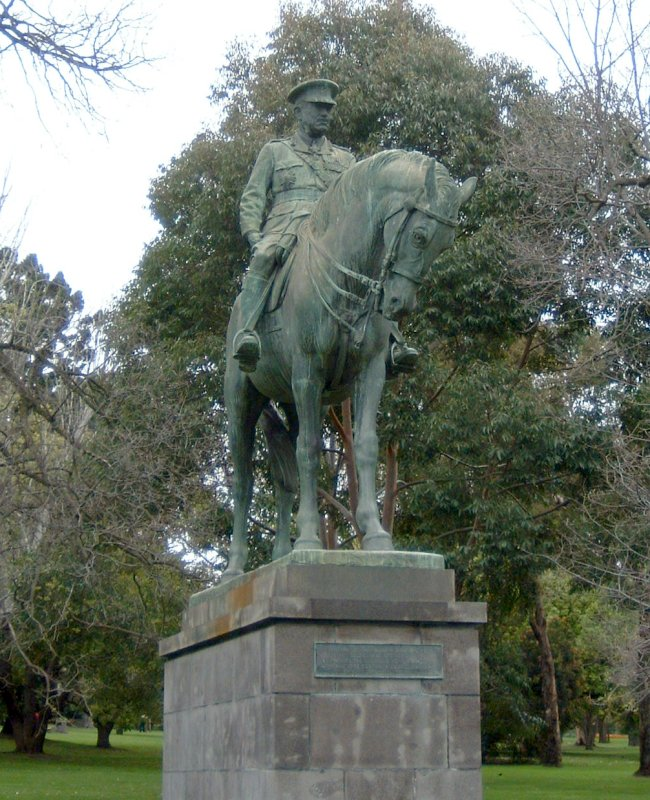
Reiterstatue zu Monashs Ehren in Melbourne

Monash zu Ehren wurde eine Reiterstatue nahe dem Shrine of Remembrance errichtet. Unter anderem wurde die Monash University in Melbourne nach ihm benannt. Monash ist außerdem auf der australischen 100-Dollar-Note abgebildet.